# ウィッチリー
ウィッチリー (Witchery)は、スウェーデン出身のブラッケンドスラッシュ/スピードメタル・バンド。
「ザ・ホーンテッド」のギタリスト、パトリック・ヤンセンが主宰するプロジェクトバンド。これまでシャーリー・ダンジェロ（アーチ・エネミー）、エンペラー・マグス・カリグラ（元ダーク・フューネラル）ら、親交のあるミュージシャンが参加。

## 略歴
1997年にサタニック・スローターを解雇されたパトリック・ヤンセン (G)、トニー・"トクシン"・カンプネル (Vo)、リチャード・コープス (リカルド・リムフォルト) (G)、ミッキー・"ミッケ"・ペッテション (Ds)の4名によって結成。その後、シャーリー・ダンジェロをベーシストに迎える。ネクロポリス・レコードと契約し、1stアルバム『Restless & Dead』をリリースしデビューする。1999年に1stEP『Witchburner』と2ndアルバム『Dead, Hot and Ready』をリリースする。その後ミッケが脱退。
3rdアルバム作成においてはアット・ザ・ゲイツの元ドラマー、エイドリアン・アーランドソンが参加する予定だったが、レコーディング直前に都合が悪くなり、当時サタニック・スローターのドラマー、マーティン・"アックス"・アクセンロットが加入する。2001年に3rdアルバム『Symphony for the Devil』をリリースする。その後、パトリック・ヤンセンがザ・ホーンテッドの活動で多忙になったことなどからコンスタントに活動できなかったが、センチュリー・メディア・レコードと契約し2006年に4thアルバム『Don't Fear the Reaper』をリリース。
2010年に5thアルバム作成に取り掛かったが、ボーカリストのトクシンが脱退し、元マーダックのボーカリスト、エリック・"リージョン"・ハグステッドが加入する。そして同年に5thアルバム『Witchkrieg』をリリースする。
2011年になってリージョンが脱退し、元ダーク・フューネラルのエンペラー・マグス・カリグラが加入した。後にパトリック・ヤンセンが語ったところによると、リージョンの脱退は『Witchkrieg』リリースに伴うツアーの直前にリージョンがバンドと音信不通になってしまったためであるという。後になってリージョンは、Bandidos Motorcycle Clubというバイカー団体の一員となり、放浪の旅に出ていたことが分かったとのこと。リージョンの失踪のため、急遽エンペラー・マグス・カリグラが参加することになったという。
2016年9月に、6thアルバム『In His Infernal Majesty's Service』のリリース発表と併せて、アングス・ノルデル (Vo)とクリス・バーケンショー (Ds)が加入したことが発表された。エンペラー・マグス・カリグラの脱退は、カリグラが聴覚に疾患を患っており、バンド活動を継続できなかったことが原因であった。一方で、アックスの脱退は並行して活動するオーペスの活動が多忙であり、ウィッチリーの活動に参加できなかったためである。

## メンバー

### 現ラインナップ
- アングス・ノルデル (Angus Norder) - ボーカル (2016– )
- パトリック・ヤンセン (Patrik Jensen) - ギター (1997– )
サタニック・スローター、ザ・ホーンテッドでも活動。
- リカルド・"リレ"・リムフォルト (Rickard "Rille" Rimfält) - ギター (1997– )
リチャード・コープス (Richard Corpse)とクレジットされることもあった。サタニック・スローターでも活動していた。
- シャーリー・ダンジェロ (Sharlee D'Angelo) - ベース (1997– )
アーチ・エネミー、マーシフル・フェイトなどで活動。
- クリス・バーケンショー (Chris Barkensjö) - ドラムス (2016– )
ザ・レジスタンス、コンストラクデッド、カーナル・フォージなどで活動。

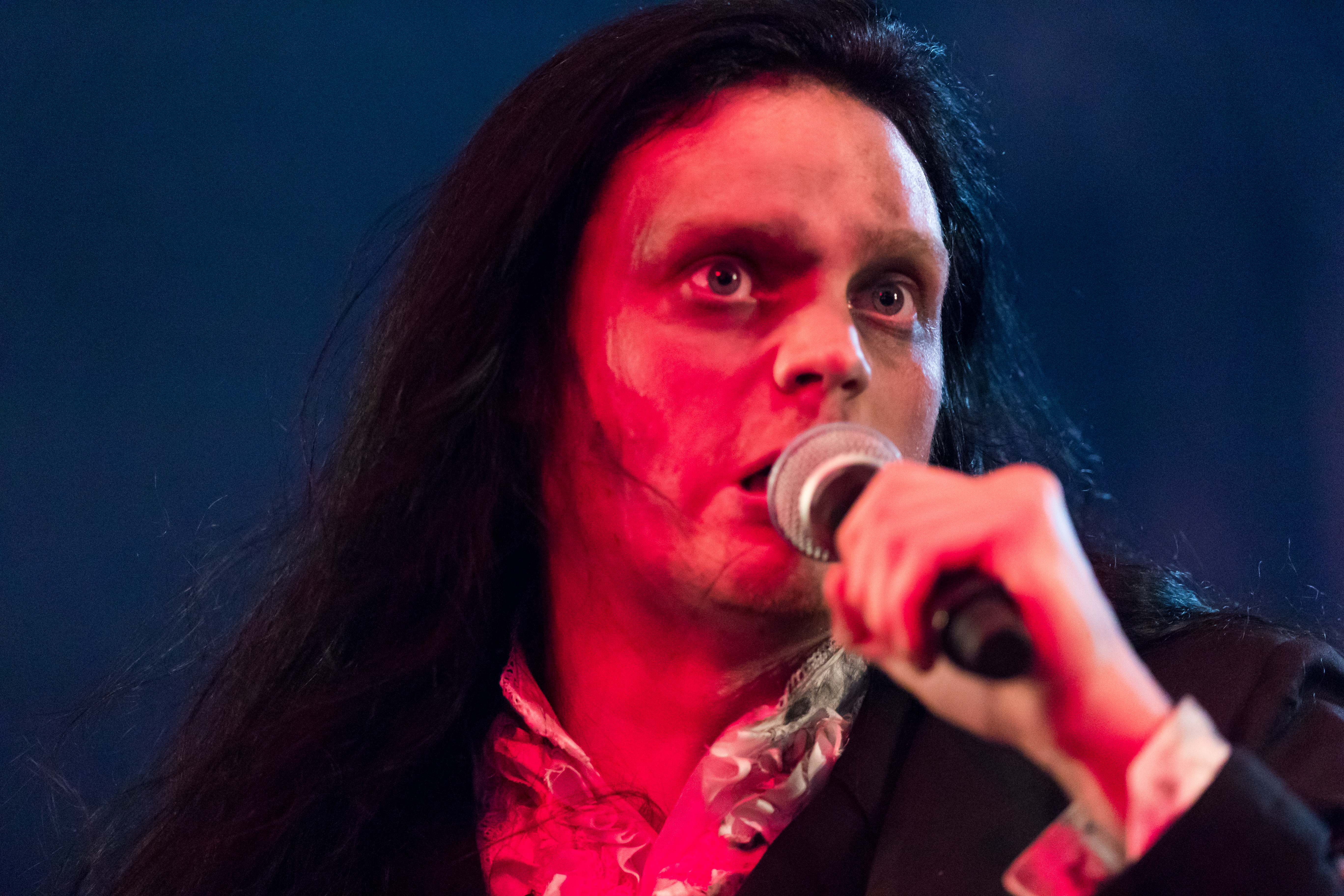
アングス・ノルデル(Vo) 2017年
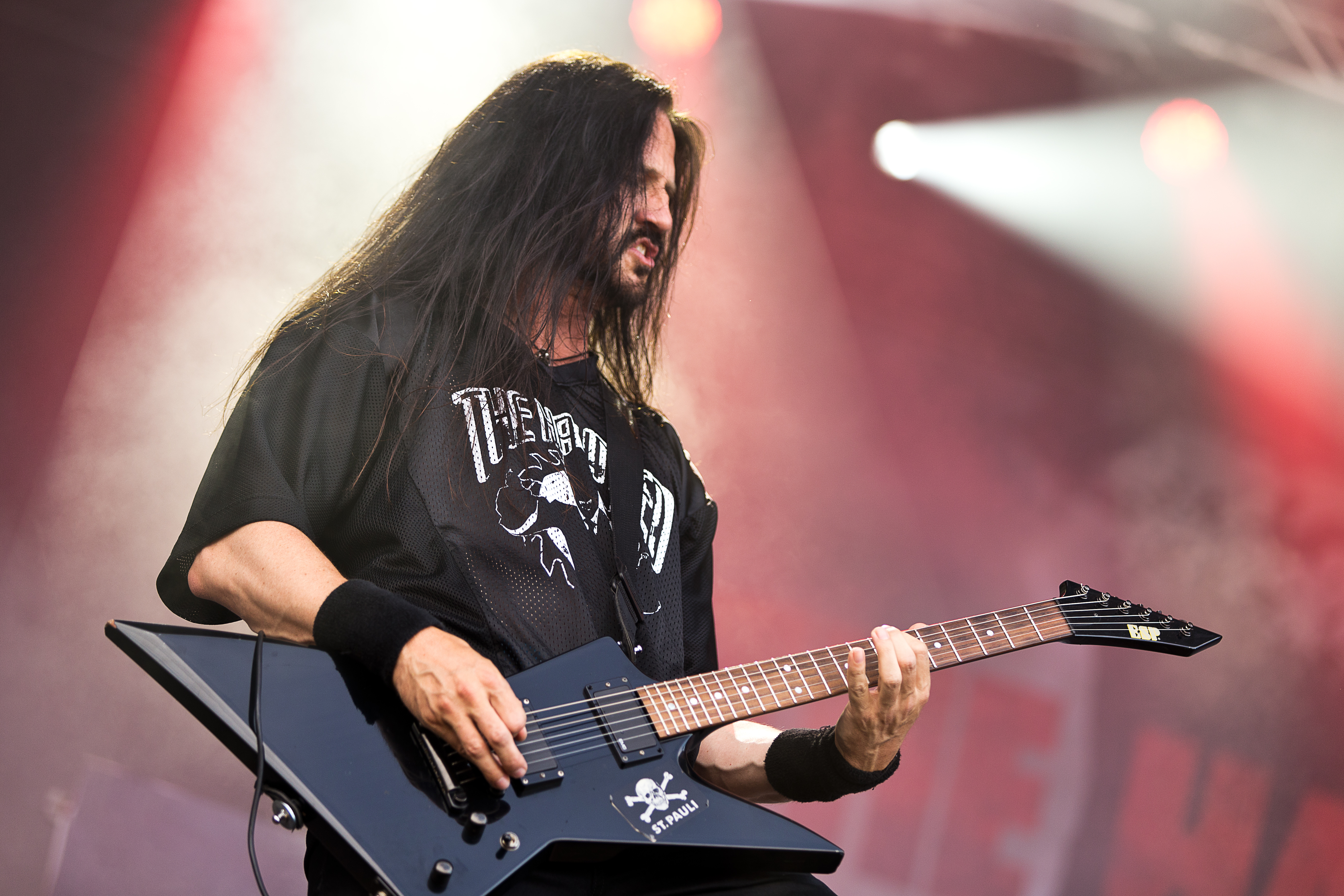
パトリック・ヤンセン(G) 2015年
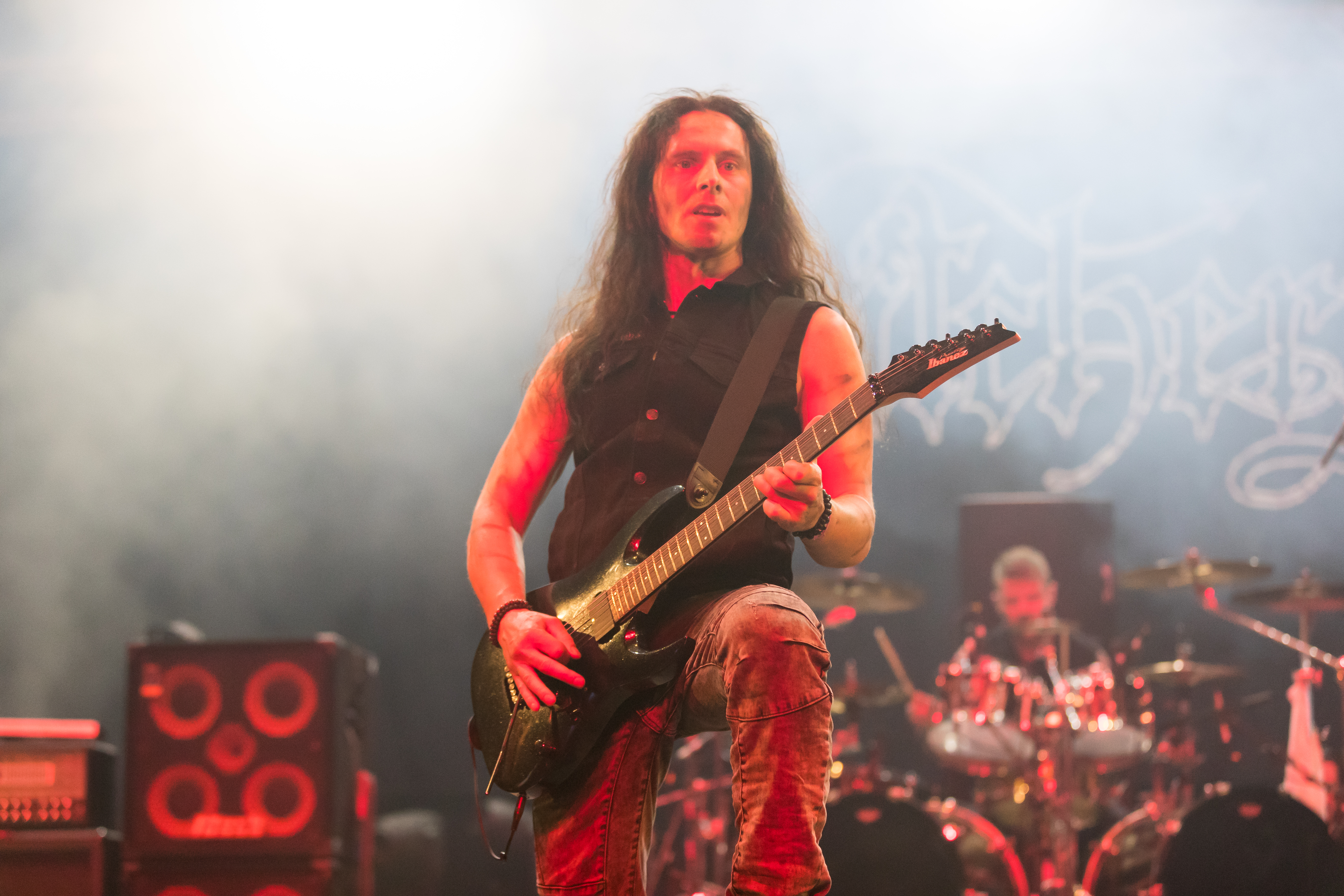
リカルド・リムフォルト(G) 2017年
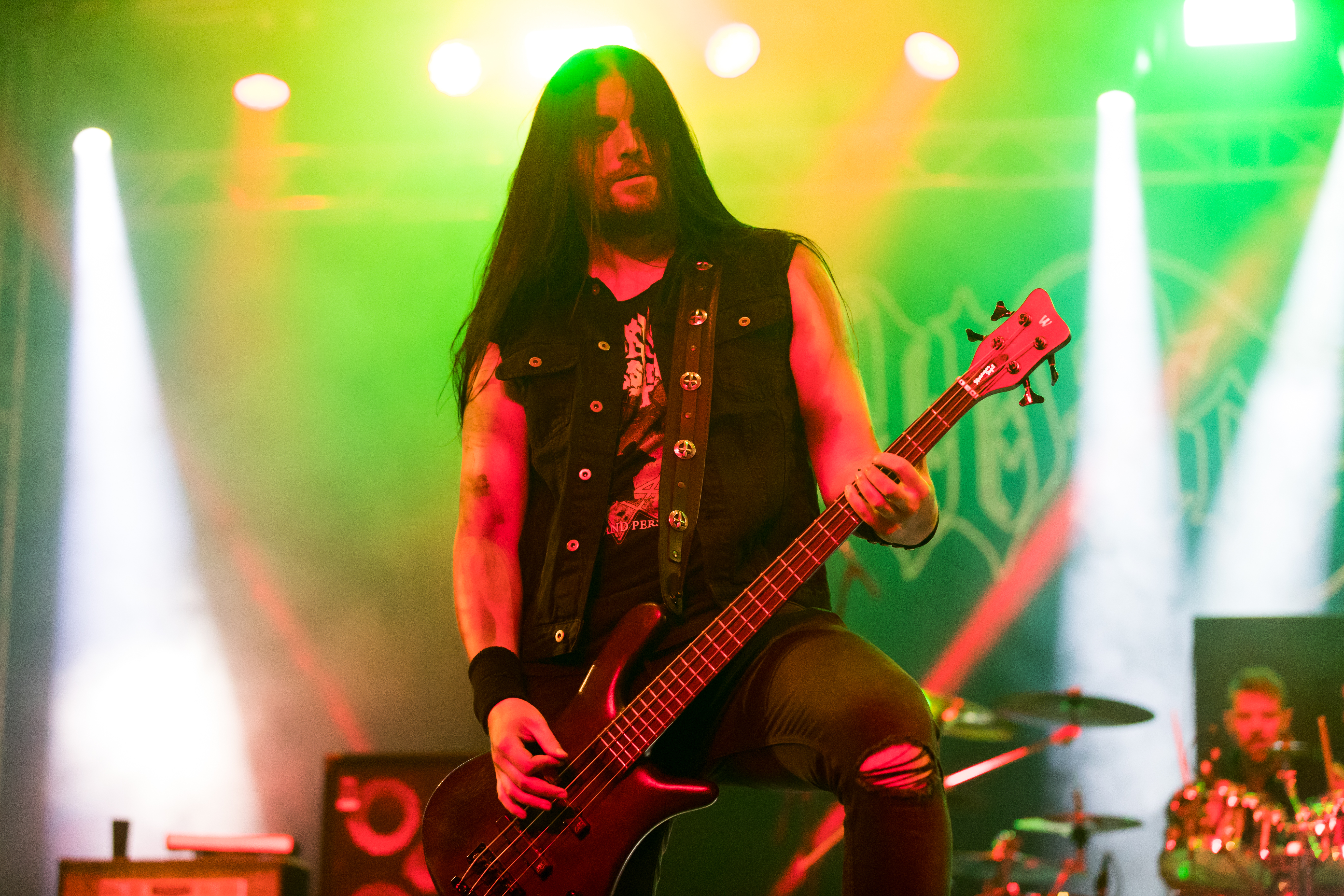
シャーリー・ダンジェロ(B) 2017年
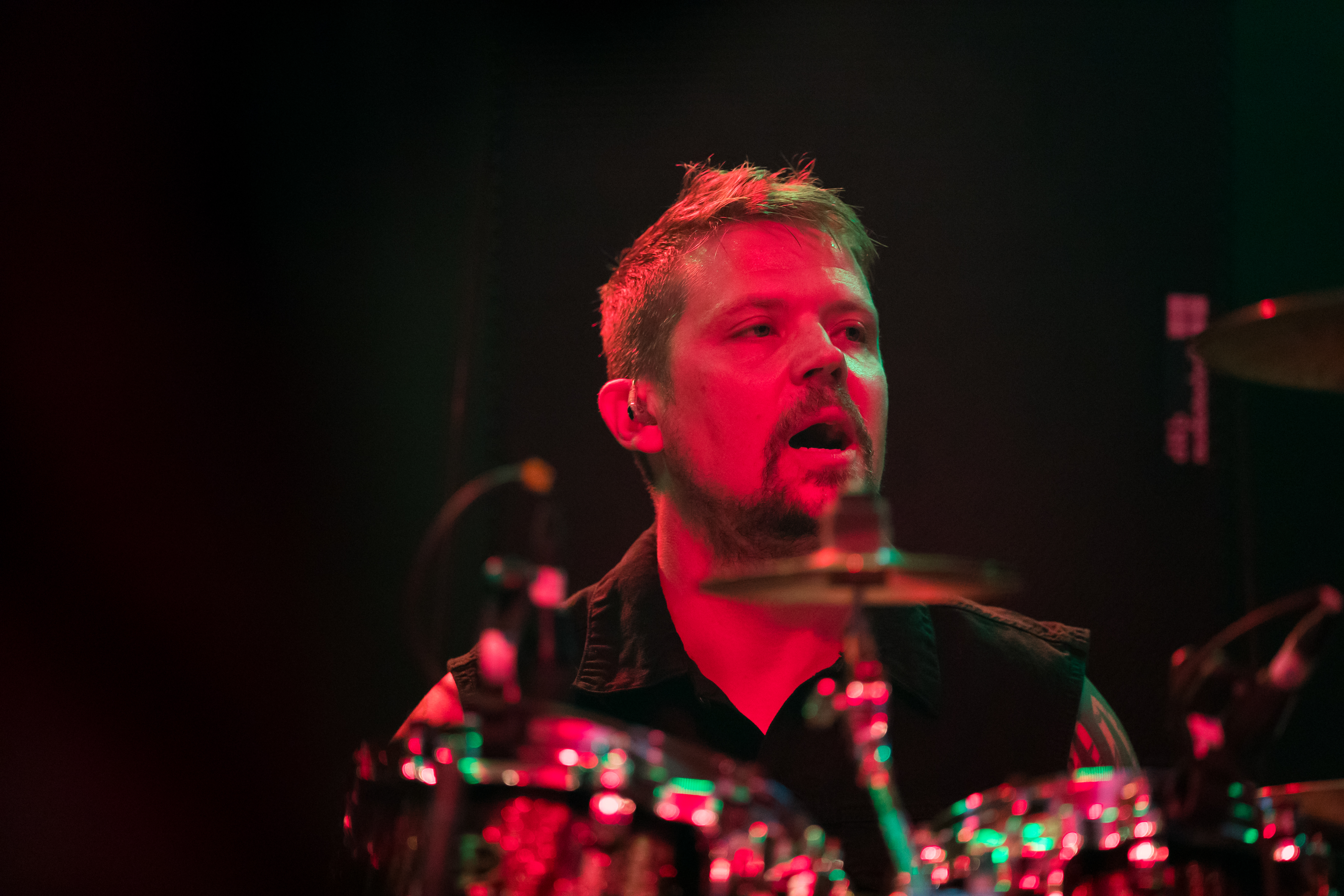
クリス・バーケンショー(Ds) 2017年

### 旧メンバー
- トニー・"トクシン"・カンプネル (Tony "Toxine" Kampner) - ボーカル (1997–2010)
サタニック・スローターでも活動していた。
- エリック・"リージョン"・ハグステッド (Erik "Legion" Hagstedt) - ボーカル (2010–2011)
マーダック、Devianでも活動していた。
- エンペラー・マグス・カリグラ (Emperor Magus Caligura) - ボーカル (2011–2016)
ダーク・フューネラル、ヒポクリシー、デモノイドでも活動。
- ミッキー・"ミッケ"・ペッテション (Mickie "Mique" Pettersson) - ドラムス (1997–1999)
サタニック・スローターでも活動していた。
- マーティン・"アックス"・アクセンロット (Martin "Axe" Axenrot) - ドラムス (1999–2016)
サタニック・スローター、オーペス、ブラッドバスでも活動。

## ディスコグラフィー
- 1998年 Restless & Dead
- 1999年 Witchburner (EP)
- 1999年 Dead, Hot and Ready
- 2001年 Symphony for the Devil
- 2006年 Don't Fear the Reaper
- 2010年 Witchkrieg
- 2016年 In His Infernal Majesty's Service
- 2017年 I Am Legion